# Falsete

Ciclo glótico das cordas vocais funcionando em falsete

Falsete (do italiano falsetto, diminutivo de falso) é um registro vocal, geralmente aplicável a vozes masculinas, que ocupa uma extensão em frequência imediatamente acima do chamado registro modal, podendo coincidir com este último em quase uma oitava, porém com sons vocais de qualidades contrastantes. Neste registro — na literatura especializada chamado de registro de cabeça (head register), registro leve (light register) ou loft register — o cantor emite, de modo controlado, sons consideravelmente mais agudos que os da sua faixa de frequência acústica usual ou modal.
A voz de falsete, assim como as dos outros registros vocais, depende exclusivamente de um ajuste na musculatura intrínseca da laringe. É especialmente usada  por cantores do sexo masculino para alcançar os registros de contralto (alto), meio-soprano e, eventualmente, de soprano. A voz em falsete é muito utilizada nos mais diversos gêneros, incluindo a música popular de inúmeras culturas, a sertaneja brasileira, o rock, o jazz e tantos outros. No canto lírico, é necessário um treinamento especial para que o falsete não prejudique a execução da peça musical. Bem empregada, com conhecimento e domínio, confere efeitos especiais admiráveis e, portanto, beleza adicional ao canto.

## Anatomia
Sob o aspecto anatômico, falsete é um modo particular de vibração das pregas (cordas) vocais que permite ao cantor emitir a nota mais aguda comparativamente com menor esforço do que no registro modal, ou mesmo bem mais aguda do que aquela que pode ser obtida no registro modal. Produz-se por estiramento das cordas vocais em seguida à inclinação da cartilagem tireóidea com relação à cricóide, o que gera vibração por justaposição das cordas em vez de vibração por batimento.
Esse modo de emissão pode resultar de um efeito intencional ou tão somente reflexo da laringe, que é forçada a emitir sons mais agudos do que faria naturalmente (inclusive quando se acha sob estresse), protegendo-se por emitir os sons em falsete (falsetto).
Os cantores passam então a treinar sua emissão musical técnica, de modo a controlar a zona de passagem, dos agudos em voz plena para os correspondentes em falsete, obtendo, assim, o chamado "falsetom" (italiano falsettone), técnica frequentemente utilizada na ópera barroca.

## Uso na música em geral
A técnica nasceu na música barroca e gregoriana de onde foi se desenvolvendo. Óperas já fora do contexto barroco usam falsete em certas partes de algumas peças. Alguns dos principais cantores a chamar atenção para esta técnica vocal são Barry Gibb, dos Bee Gees (cuja voz alcança o falsete na grande maioria das músicas do grupo), além de Morten Harket, vocalista da banda A-Ha, e Freddie Mercury, donos de grande técnica e extensão vocal. Outros exemplos incluem o cantor pop Simon Curtis e o brasileiro Flávio Venturini.
Hoje em dia, é uma técnica muito difundida no meio dos músicos de heavy metal e seus sub-gêneros (power metal, metal melódico e outros). Outro artista conhecido por usar essa técnica é Howie D, membro dos Backstreet Boys, o cantor pop Justin Timberlake, o cantor Liam Payne (ex-One Direction), o vocalista do Maroon 5, Adam Levine, o vocalista do Muse, Matthew Bellamy, e Milton Nascimento.